# Perintfalvi Rita
Perintfalvi Rita (Szombathely, 1973) katolikus teológus, hittanár, író, blogger, egyetemi oktató, kulturális és szociális menedzser, mentálhigiénés szakember, a biblikus tudományok doktora.

## Pályája
1996-ban a Berzsenyi Dániel Tanárképző Főiskolán kulturális és szociális menedzser, 1998-ban a Szombathelyi Hittudományi Főiskolán hittanári, 2002-ben a Szegedi Hittudományi Főiskolán egyetemi katolikus teológus diplomát szerzett. 2002 és 2004 között a Bécsi Egyetem Katolikus teológiai fakultásán a Szisztematikus Teológia és Etika Intézet tudományos kutatója volt. 2010–14 között ugyanitt a Bibliatudományos Intézetben tudományos asszisztensként tevékenykedett és doktori tanulmányokat folytatott az Ószövetség szakon. 2014. július 21-én védte meg disszertációját (Az Ószövetség Te Deuma. A 103. Zsoltár szinkrón-intertextuális elemzése) és szerzett „katolikus teológiai tudományok doktora” címet. 1998 őszétől ismeretlen ideig a kámoni általános iskola hittantanára volt; a 2010-es években Bécsben, 2020 táján a Grazi Egyetem Katolikus Fakultásán tanított. Idegennyelv-tudása: német, angol, orosz, óhéber, ógörög, latin.
2007 óta a Magyarországi Teológusnők Ökumenikus Egyesületének (MTÖE) elnöke. 2009 és 2015 között az ESWTR (European Society of Women in Theological Research) nemzetközi vezetőségének tagja volt.
2014-ig fő kutatási területei: zsoltároskönyv-exegézis, szinkrón-intertextuális szövegelemzés, feminista és felszabadításteológiai bibliaértelmezés. Azóta interdiszciplináris stúdiumokat folytat, amely jelenlegi habilitációs kutatása részét képezi. Aktuális projektjének címe: Megtanulni (újra) embernek lenni: Antigender támadások a vallási fundamentalizmus és a jobboldali populizmus horizontjában; ebben a társadalmi nemek kutatása, a politikatudomány, a politikai filozófia, a feminista etika és különösen a biblikus tudományok kutatási eredményeit integrálja. Egyik fő célkitűzése az egyházi szexuális zaklatások áldozatainak segítése.
A Tükör által és a Felszabtér elnevezésű blogok létrehozója és főszerkesztője.

## Díjai
- Közéleti Díj (2022)[13]
- Magyar Esélyegyenlőségi Díj (2023)

## Művei
- S. A. Strube, R. Perintfalvi, R. Hemet, M. Metze, C. Sahbaz (ed.): Anti-Genderismus in Europa. Allianzen von Rechtspopulismus und religiösem Fundamentalismus. Mobilisierung – Vernetzung – Transformation.[14]
- Amire nincs bocsánat – Szexuális ragadozók az egyházban. Pesti Kalligram, Bp., 2021[15]